# Canton de Barentin
Le canton de Barentin est une circonscription électorale française du département de la Seine-Maritime créée par le décret du 27 février 2014. Elle tient lieu de circonscription d'élection des conseillers départementaux et entre en vigueur lors des premières élections départementales suivant la publication du décret.

## Histoire
Un nouveau découpage territorial de la Seine-Maritime entre en vigueur à l'occasion des premières élections départementales suivant le décret du 27 février 2014. Les conseillers départementaux sont, à compter de ces élections, élus au scrutin majoritaire binominal mixte. Les électeurs de chaque canton élisent au Conseil départemental, nouvelle appellation du Conseil général, deux membres de sexe différent, qui se présentent en binôme de candidats. Les conseillers départementaux sont élus pour 6 ans au scrutin binominal majoritaire à deux tours, l'accès au second tour nécessitant 12,5 % des inscrits au 1er tour. En outre la totalité des conseillers départementaux est renouvelée. Ce nouveau mode de scrutin nécessite un redécoupage des cantons dont le nombre est divisé par deux avec arrondi à l'unité impaire supérieure si ce nombre n'est pas entier impair, assorti de conditions de seuils minimaux. Dans la Seine-Maritime, le nombre de cantons passe ainsi de 69 à 35.
Le nouveau canton de Barentin est formé de communes des anciens cantons de Duclair (17 communes) et de Pavilly (4 communes). Il est entièrement inclus dans l'arrondissement de Rouen. Le bureau centralisateur est situé à Barentin.

## Représentation
| Période élective | Période élective | Mandat | Mandat   | Identité            | Nuance | Nuance | Qualité |
| ---------------- | ---------------- | ------ | -------- | ------------------- | ------ | ------ | --- |
| 2015             | 2021             | 2015   | 2021     | Christophe Bouillon |        | PS     | Fonctionnaire de catégorie A Député (2007-2020), Maire de Barentin depuis 2020 Ancien maire de Canteleu                              |
| 2015             | 2021             | 2015   | 2021     | Pierrette Canu      |        | PS     | Secrétaire médicale Maire de Saint-Pierre-de-Varengeville (2008-2020) Ancienne conseillère générale du Canton de Duclair (2011-2015) |
| 2021             | 2028             | 2021   | en cours | Christophe Bouillon |        | PS     | Conseiller sortant |
| 2021             | 2028             | 2021   | en cours | Pierrette Canu      |        | PS     | Conseillère sortante |

### Résultats détaillés

#### Élections de mars 2015
À l'issue du 1er tour des élections départementales de 2015, deux binômes sont en ballottage : Christophe Bouillon et Pierrette Canu (Union de la Gauche, 39,11 %) et Hubert Avenel et France Collas (FN, 27,08 %). Le taux de participation est de 50,97 % (15 743 votants sur 30 888 inscrits) contre 49,48 % au niveau départemental et 50,17 % au niveau national.
Au second tour, Christophe Bouillon et Pierrette Canu (Union de la Gauche) sont élus avec 64,21 % des suffrages exprimés et un taux de participation de 50,69 % (9 129 voix pour 15 656 votants et 30 888 inscrits).

#### Élections de juin 2021
Le premier tour des élections départementales de 2021 est marqué par un très faible taux de participation (33,26 % au niveau national). Dans le canton de Barentin, ce taux de participation est de 31,47 % (9 760 votants sur 31 014 inscrits) contre 32,19 % au niveau départemental. À l'issue de ce premier tour, deux binômes sont en ballottage : Christophe Bouillon et Pierrette Canu (PS, 61,43 %) et Muriel Poindefer et Christian Sene (RN, 20,74 %).
Le second tour des élections est marqué une nouvelle fois par une abstention massive équivalente au premier tour. Les taux de participation sont de 34,36 % au niveau national, 32,06 % dans le département et 31,39 % dans le canton de Barentin. Christophe Bouillon et Pierrette Canu (PS) sont élus avec 77,18 % des suffrages exprimés (7 151 voix pour 9 727 votants et 30 984 inscrits),,.

## Composition
Le nouveau canton de Barentin comprend vingt-et-une communes entières.
| Nom                              | Code Insee | Intercommunalité          | Superficie (km2) | Population (dernière pop. légale) | Densité (hab./km2) | Modifier                                    |
| -------------------------------- | ---------- | ------------------------- | ---------------- | --------------------------------- | ------------------ | ------------------------------------------- |
| Barentin (bureau centralisateur) | 76057      | CC Caux-Austreberthe      | 12,74            | 12 227 (2022)                     | 960                | modifier les données · modifier les données |
| Anneville-Ambourville            | 76020      | Métropole Rouen Normandie | 20,33            | 1 161 (2022)                      | 57                 | modifier les données · modifier les données |
| Bardouville                      | 76056      | Métropole Rouen Normandie | 8,61             | 602 (2022)                        | 70                 | modifier les données · modifier les données |
| Berville-sur-Seine               | 76088      | Métropole Rouen Normandie | 7,01             | 542 (2022)                        | 77                 | modifier les données · modifier les données |
| Blacqueville                     | 76099      | CC Caux-Austreberthe      | 10,02            | 683 (2022)                        | 68                 | modifier les données · modifier les données |
| Bouville                         | 76135      | CC Caux-Austreberthe      | 12,48            | 1 029 (2022)                      | 82                 | modifier les données · modifier les données |
| Duclair                          | 76222      | Métropole Rouen Normandie | 10,02            | 4 017 (2022)                      | 401                | modifier les données · modifier les données |
| Épinay-sur-Duclair               | 76237      | Métropole Rouen Normandie | 6,61             | 516 (2022)                        | 78                 | modifier les données · modifier les données |
| Hénouville                       | 76354      | Métropole Rouen Normandie | 10,69            | 1 393 (2022)                      | 130                | modifier les données · modifier les données |
| Jumièges                         | 76378      | Métropole Rouen Normandie | 18,75            | 1 743 (2022)                      | 93                 | modifier les données · modifier les données |
| Mauny                            | 76419      | CC Roumois Seine          | 10,19            | 151 (2022)                        | 15                 | modifier les données · modifier les données |
| Le Mesnil-sous-Jumièges          | 76436      | Métropole Rouen Normandie | 6,84             | 612 (2022)                        | 89                 | modifier les données · modifier les données |
| Quevillon                        | 76513      | Métropole Rouen Normandie | 11,23            | 591 (2022)                        | 53                 | modifier les données · modifier les données |
| Saint-Martin-de-Boscherville     | 76614      | Métropole Rouen Normandie | 12,91            | 1 528 (2022)                      | 118                | modifier les données · modifier les données |
| Saint-Paër                       | 76631      | Métropole Rouen Normandie | 18,36            | 1 318 (2022)                      | 72                 | modifier les données · modifier les données |
| Saint-Pierre-de-Varengeville     | 76636      | Métropole Rouen Normandie | 13,18            | 2 301 (2022)                      | 175                | modifier les données · modifier les données |
| Sainte-Marguerite-sur-Duclair    | 76608      | Métropole Rouen Normandie | 7,26             | 2 032 (2022)                      | 280                | modifier les données · modifier les données |
| Le Trait                         | 76709      | Métropole Rouen Normandie | 17,52            | 4 742 (2022)                      | 271                | modifier les données · modifier les données |
| Villers-Écalles                  | 76743      | CC Caux-Austreberthe      | 7,41             | 1 716 (2022)                      | 232                | modifier les données · modifier les données |
| Yainville                        | 76750      | Métropole Rouen Normandie | 3,31             | 1 033 (2022)                      | 312                | modifier les données · modifier les données |
| Yville-sur-Seine                 | 76759      | Métropole Rouen Normandie | 8,25             | 424 (2022)                        | 51                 | modifier les données · modifier les données |
| Canton de Barentin               | 7601       |                           | 233,72           | 40 361 (2022)                     | 173                | modifier les données                        |

## Démographie
En 2022, le canton comptait 40 361 habitants, en évolution de −1,24 % par rapport à 2016 (Seine-Maritime : +0,35 %, France hors Mayotte : +2,11 %).
| 2013   | 2018   | 2022   |
| ------ | ------ | ------ |
| 40 567 | 40 734 | 40 361 |